# هاوارد ئی کخ
هاوارد ئی کخ (انگلیسی: Howard E. Koch؛ زاده ۱۲ دسامبر ۱۹۰۱ – درگذشته ۱۷ اوت ۱۹۹۵) یک فیلم‌نامه‌نویس اهل ایالات متحده آمریکا بود.

## فیلم‌شناسی
- نامه (۱۹۴۰)
- کازابلانکا (۱۹۴۰)
- گروهبان یورک (۱۹۴۱)